# Aleksej Bondarenko
Aleksej Petrovič Bondarenko (in russo Алексей Петрович Бондаренко?; tr. en.: Alexei Petrovich Bondarenko; Qostanay, 23 agosto 1978) è un ex ginnasta russo.

## Carriera
All'età di 9 anni si è avvicinato alla ginnastica, approdando nel tempo al Dinamo Sports Club di Mosca. Nel 1996, a 17 anni, ha debuttato internazionalmente ai Campionati europei junior vincendo la medaglia d'oro nel concorso completo.

Ha preso parte a numerosi eventi con la nazionale russa trionfando in competizioni europee, mondiali e ai Giochi olimpici. A Sydney 2000,
ha vinto una medaglia d'argento nel volteggio e una di bronzo in squadra. Ad Atene 2004, la squadra non è riuscita a replicare il successo concludendo in sesta posizione, mentre si è infortunato alla schiena nel corso della finale di volteggio, pur terminando l'esercizio dopo due cadute. Riprovò l'accesso ai Giochi olimpici in vista di Pechino 2008, ma non centrò le qualificazioni nazionali.

## Palmarès
| Anno | Manifestazione    | Sede            | Evento            | Risultato | Prestazione | Note |
| ---- | ----------------- | --------------- | ----------------- | --------- | ----------- | ---- |
| 1997 | Mondiali          | Losanna         | Concorso completo | Argento   | 56.061      |      |
| 1997 | Mondiali          | Losanna         | Squadre           | Bronzo    | 220.682     |      |
| 1997 | Mondiali          | Losanna         | Volteggio         | 5º        | 9.218       |      |
| 1998 | Europei           | San Pietroburgo | Concorso completo | Oro       | 56.898      |      |
| 1998 | Europei           | San Pietroburgo | Parallele         | Oro       | 9.525       |      |
| 1998 | Europei           | San Pietroburgo | Squadre           | Argento   | 164.809     |      |
| 1998 | Europei           | San Pietroburgo | Cavallo c/M       | Argento   | 9.650       |      |
| 1998 | Europei           | San Pietroburgo | Corpo libero      | Bronzo    | 9.500       |      |
| 1999 | Mondiali          | Tientsin        | Parallele         | Argento   | 9.675       |      |
| 1999 | Mondiali          | Tientsin        | Squadre           | Argento   | 228.145     |      |
| 1999 | Europei a squadre | Patrasso        | Squadre           | Oro       | -           |      |
| 2000 | Giochi olimpici   | Sydney          | Volteggio         | Argento   | 9.587       |      |
| 2000 | Giochi olimpici   | Sydney          | Squadre           | Bronzo    | 230.019     |      |
| 2000 | Giochi olimpici   | Sydney          | Concorso completo | 7º        | 57.924      |      |
| 2000 | Giochi olimpici   | Sydney          | Sbarra            | 4º        | 9.762       |      |
| 2000 | Europei           | Brema           | Squadre           | Oro       | 171.071     |      |
| 2000 | Europei           | Brema           | Corpo libero      | Bronzo    | 9.587       |      |
| 2000 | Europei           | Brema           | Parallele         | Bronzo    | 9.725       |      |
| 2002 | Europei           | Patrasso        | Squadre           | Argento   | 167.098     |      |
| 2002 | Europei           | Patrasso        | Concorso completo | Bronzo    | 55.612      |      |
| 2003 | Europei a squadre | Mosca           | Squadre           | Oro       | -           |      |
| 2004 | Giochi olimpici   | Atene           | Squadre           | 6º        | 169.808     |      |
| 2004 | Giochi olimpici   | Atene           | Volteggio         | 8º        | 4.550       |      |
| 2004 | Giochi olimpici   | Atene           | Concorso completo | 13º       | 56.800      |      |

## Coppe e meeting internazionali
1998
- 3  Argento ai Goodwill Games ( New York) - concorso completo; anelli; cavallo con maniglie.
- 1  Bronzo ai Goodwill Games ( New York) - corpo libero.
- 1  Argento all'American Cup ( Fort Worth) - concorso individuale, 55.800.
- 2  Bronzo all'American Cup ( Fort Worth) - anelli, 9.500; cavallo con maniglie, 9.200.

1999
- 1  Oro all'American Cup ( Saint Petersburg) - parallele, 9.550.

## Campionati nazionali
Campionati russi di ginnastica artistica
- 3 volte  Oro nel concorso completo (1997, 1998, 2004).
- 1 volta  Argento nel concorso completo (2002).